# جنبش سیاه‌جامگان
جنبش سیاه‌جامگان، دعوت عباسی یا انقلاب عباسی اشاره به سرنگونی بنی امیه، دومین خلافت از چهار خلافت بزرگ اسلامی دارد که به دست عباسیان انجام شد. امویان که سه دهه پس از مرگ محمد بن عبدالله و بلافاصله پس از خلافت راشدین روی کار آمده بودند که امپراتوری فئودال عرب بودند که بر روی مردمی عمدتاً غیرعرب و غیرمسلمان حکومت می‌کردند. غیرعرب‌ها، چه مسلمان و چه غیرمسلمان، شهروند دست‌دوم شمرده می‌شدند و این تبعیض در برابر غیراعراب در نهایت به سرنگونی امویان منجر شد. خاندان بنی عباس ادعا می‌کردند از نسب عباس، عموی محمد هستند.
انقلاب عباسی اساساً پایان حکومت عرب و آغاز یک دوره چندقومیتی با مشارکت همه مسلمانان در خاورمیانه بود. این انقلاب که یکی از خوش‌سازمان‌ترین انقلاب‌ها در دوران خودش بود، تمرکز در دنیای اسلام را به سوی شرق منتقل کرد.
چون عامل این انتقال در اصل ابومسلم بود، بدین دلیل دستگاه خلافت به‌وحشت افتاد که او روزی حتماً سر خلیفه را نیز زیر آب خواهد کرد. در نتیجه منصور خلیفه عباسی بنای دشمنی با ابومسلم و بهانه‌جویی از او نهاد. خلیفه عباسی توانست، او را که در خراسان و سراسر ایران محبوبیت یافته بود، با حیله و نیرنگ به بغداد فراخواند و با دسیسه‌ای به قتل رساند.

## وضعیت امویان
در دهه ۷۴۰ میلادی، امویان خودشان را در شرایطی بحرانی می‌دیدند. اختلاف بر سر جانشینی در سال ۷۴۴ منجر به سومین جنگ داخلی در بین مسلمانان شد که مدت دو سال سراسر خاورمیانه را مشغول ساخته بود. در سال بعد، ضحاک بن قیس الشیبانی شورش خوارج را آغاز کرد که تا ۷۴۶ ادامه داشت. همزمان با این شورش، شورشی دیگر در واکنش به تصمیم مروان دوم برای انتقال پایتخت از دمشق به حران انجام شد که به تخریب حمص در ۷۴۶ انجامید. مروان دوم در ۷۴۷ توانست استان‌های خلافت اموی را آرام کند، ولی چند ماه بعد انقلاب عباسیان روی داد.
در ۷۳۸ نصر بن سیار بدست هشام بن عبدالمالک به سمت والی خراسان منصوب شد. او در تمام دوران جنگ داخلی این سمت را بر عهده داشت و پس از جنگ داخلی به دست مروان دوم تمدید شد.
بزرگی خراسان و چگالی جمعیتی اندک آن به این معنی بود که نواندیشمندهای عرب آن، چه مسلح و چه غیرمسلح، به گستردگی در خارج از استحکاماتی زندگی می‌کردند که در دوران گسترش اسلام ساخته شده بودند. این برخلاف دیگر استان‌های شاهنشاهی امویان بود که عرب‌ها عادت داشتند در دژها و استحکامات زندگی کنند و از تعامل با مردم بومی بپرهیزند. ساکنین عرب خراسان روش زندگی سنتی خود را کنار گذاشته و در کنار مردم بومی ایرانی زندگی کردند. با اینکه ازدواج بین قومیتی بین اعراب و دیگر مردم در دیگر نقاط شاهنشاهی امویان ممنوع شده بود، در خراسان شرقی به یک عادت تبدیل شد، که این منجر به پذیرش آداب و رسوم و فرهنگ ایرانی از جمله لباس‌های ایرانی از سوی اعراب و برهم‌تاثیرگذاشتن فارسی و عربی شد به گونه ای که راهبند قومیتی به تدریج از میان برداشته شد.

## دلایل انقلاب
مردمانی از دسته‌ها و نژادهای گوناگون از انقلاب عباسی پشتیبانی می‌کردند که این انقلاب تقریباً در همه سطوح جامعه از پشتیبانی مسلحانه در برابر امویان برخوردار بود. نقش مسلمانان غیرعرب بویژه در این جنبش پررنگ بود، هر چند که اعراب مسلمان هم از فرمانرانی امویان و مرجعیت مرکزی بر روی سبک زندگی بیابان‌گردی‌شان رنجیده بودند. هم شیعیان و هم سنیان در کنار غیرمسلمانان تلاش در برانداختن امویان می‌کردند که گروه آخر برای نجات از تبعیض دینی دست به این کار می‌زندند.

### ناخشنودی شیعیان
پس از جنگ کربلا که منجر به کشتار حسین بن علی نوه محمد پیامبر اسلام، و خویشاوندان و یارانش بدست ارتش اموی در ۶۸۰ میلادی شد، شیعیان با خاندان اموی درافتادند. عباسیان به گستردگی از واقعه کربلا برای جلب پشتیبانی عامه در برابر امویان سود جستند.
جنبش هاشمیه تا حد زیادی دلیل آغاز آخرین تلاش‌ها بر ضد سلسله اموی بود که در ابتدا هدف آن جایگزین کردن امویان با یک خانواده علوی بود. تا اندازه‌ای، شورش بر ضد امویان پیوندی ابتدایی با ایده‌های شیعی داشت. شماری از شورش‌های شیعی بر ضد امویان صورت گرفت که آنها علناً خواستار حکمرانی یک خانواده از علویان بودند. زید بن علی با امویان در عراق جنگ کرد، و عبدالله بن معاویه حتی یک حکمرانی موقت در ایران برپا کرد. کشتار آنها نه تنها احساسات ضد اموی در میان شیعیان را برانگیخت، بلکه شیعیان ایران و عراق را به هم نزدیک کرد. در همین موقع، دستگیری و کشتار چهره‌های عمدتاً شیعه، عباسیان را تنها حریف واقع‌گرایانه برای پر کردن خلئی که امویان ساخته بودند، کرد.
عباسیان دربارهٔ هویت خود چیزی نمی‌گفتند، و اظهار می‌داشتند که یک حکمران از نوادگان محمد می‌خواهند که جامعه مسلمانان با آن موافق باشد. بسیاری از شیعیان طبیعتاً فرض کردند که این به معنی آن است که یک حکمران علوی به جای امویان خواهد نشست، باوری که عباسیان به آن آگاهانه دامن می‌زدند تا پشتیبانی شیعیان را بدست آورند. هرچند که عباسیان از خاندان بنو هاشم بودند، که دشمن امویان بود، واژه «هاشمی» به نظر می‌رسد که ویژه عبدالله بن محمد بن حنفی، نوه علی و پسر محمد حنفیه بوده باشد.
بر پایه برخی روایات، عبدالله در ۷۱۷ در حمیمه در خانه محمد ابن علی عباسی، رئیس خاندان عباسی درگذشت و پیش از مردم نام محمد بن علی را به عنوان جانشین بر سر زبان آورده بود. هرچند که این قصه به نظر ساختگی است، در آن هنگام به عباسیان فرصت داد تا پشتیبانان شورش ناموفق مختار ثقفی را که خودشان را پشتیبانان محمد بن حنفیه می‌دانستند، سامان‌دهی کنند. در آن دوره انقلاب در اوج خود بود، بیشتر شیعیان کیسانی یا با خاندان عباسی بیعت کرده بودند یا اینکه به دیگر شاخه‌های شیعی گرویده بودند و فرقه کیسانی دیگر وجود نداشت.

### ناخشنودی مسلمانان سنی که غیرعرب بودند
دولت اموی یک دولت عرب‌محور بود و بدست اعراب و برای بهره‌مندی اعراب اداره می‌شد، هرچند که امویان مسلمان بودند. مسلمانان غیرعرب از جایگاه اجتماعی حاشیه‌ای خود ناراضی بودند و به آسانی به عباسیان در مخالفت با امویان پیوستند اعراب دیوان‌سالاری و ارتش را قبضه کرده بودند و در استحکامات، جدا از مردم بومی خارج از عربستان نشیمن داشتند. غیراعراب یا موالی حتی بعد از گرویدن به اسلام نمی‌توانستند در آن شهرهای نظامی ساکن شوند. غیراعراب مجاز به کار در دولت نبودند و نمی‌توانستند منصبی در ارتش اموی داشته باشند و تازه ناچار بودند جزیه‌ای که برای غیرمسلمانان بود را هم بپردازند. غیرمسلمانان تحت لوای حکومت امویان هم همین تبعیض‌ها را داشتند. ازدواج بین قومیتی میان اعراب و غیراعراب نادر بود. هنگامی هم که اتفاق می‌افتاد، تنها بین یک مرد عرب و زن غیر عرب روی می‌داد و مردان غیرعرب نمی‌توانستند زن عرب بگیرند.
گرویدن به اسلام رفته‌رفته روی می‌داد. اگر یک غیرعرب می‌خواست به اسلام بگرود، نه تنها باید نام خودشان را رها می‌کردند، بلکه باید شهروند درجه دوم هم باقی می‌ماندند. قبیله‌ای عرب «حزانت» یک غیرعرب را می‌پذیرفت، هرچند که غیرعرب نمی‌توانست نام آن قبیله را بگیرد چرا که این کار آلوده کردن خون عرب دانسته می‌شد. در عوض، غیرعرب نام خانوادگی «آزادشده به دست [نام قبیله]» را می‌گرفت، حتی اگر آن غیرعرب پیش از مسلمان شدن برده نبود. این اساساً به آن معنی بود که غیرعرب نوکر قبیله‌ای بود که گرویدن او به اسلام را ضامن شده بودند.
هرچند که گرویدگان به اسلام تنها ۱۰ درصد جمعت مردم بومی را شامل می‌شد و بسیاری از کسانی که در زیر حکومت بنی امیه زندگی می‌کردند مسلمان نبودند، این رقم رقم بسیار بالایی بود چرا که جمعیت اعراب بسیار اندک بود. به تدریج، مسلمانان غیرعرب از عرب‌های مسلمان شمارشان فزونی‌تر یافت که زنگ خطری برای اشرافیت عربی بود. از نظر جامعه‌شناسانه، مشکلی که این کار درست می‌کرد این بود که امویان اسلام را به چشم مایملک خانواده‌های اشراف عرب می‌نگریستند. همچنین یک مشکل مالی بزرگ نیز سیستم اداری امویان را تهدید می‌کرد. اگر تازه‌گرویده به اسلام از مردم غیرعرب از دادن جزیه که در قرآن قید شده و بر غیرمسلمان واجب بود، سر باز می‌زد، شاهنشاهی عرب ورشکسته می‌شد. فقدان حقوق مدنی و سیاسی موجب شد تا مسلمانان غیرعرب از عباسیان در برابر امویان حمایت کنند، هرچند که عباسیان خود نیز عرب بودند.
حتی پس از آنکه حکمرانان عرب روش‌های پیشرفته ایرانی برای اداره دولت را در پیش گرفتند، غیراعراب هنوز از داشتن منصب محروم بودند. غیراعراب مجاز به پوشیدن لباس عربی نبودند و احساسات نژادپرستانه امویان که اعراب را نژاد برتر می‌دانست، به شدت تأثیرگذار بود. این روند موجب آغاز جنبش شعوبیه شد که به دنبال برابری فرهنگی و نژادی میان اعراب و غیراعراب بود. این جنبش در میان مصریان، آرامیان و بربرها محبوبیت یافت، هرچند که طرفداران اصلی آن ایرانیان بودند.

### سرکوب فرهنگ ایرانی
حمله اعراب به ایران و به دنبال آن سیاست عرب‌کردن که ضدایرانی بود، باعث ناخشنودی بسیاری شد. حجاج بن یوسف، حکمران اموی، از اینکه از زبان فارسی در بخش‌های شرقی برای دربار استفاده می‌شد ناراضی بود و دستور داده بود که هم صحبت کردن و هم نوشتن به فارسی چه در دولت و چه در فضاهای همگانی ممنوع باشد، حتی اگر لازم باشد از زور نیز استفاده شود. تاریخدانان آن دوره نوشته‌اند که حجاج به مرگ زبان خوارزمی که خویشاوند نزدیک زبان فارسی بود کمک کرد. همینکه امویان دستشان به خوارزم باز شد، که پایگاه تمدن ایرانی شرقی بود، حجاج دستور داد تا هر کسی که می‌توانست این زبان را بخواند و بنویسند را اعدام کنند، تا جایی که تنها مردم بی‌سواد باقی ماندند.

### ناخشنودی غیرمسلمانان
پشتیبانی از انقلاب عباسی یکی از اولین نمونه‌هایی است که در آن مردمی با دین‌های گوناگون با هدفی مشترک با یکدیگر متحد می‌شوند. یکی از دلایل این اتحاد و انقلاب، سیاست تبعیض گرایانه امویان بود که هر کس دینی غیر از اسلام داشت مورد تبعیض قرار می‌گرفت. در سال ۷۴۱ میلادی، امویان فرمان دادند که غیرمسلمین نمی‌توانند در دولت صاحب منصبی باشند. عباسیان از این ناخشنودی آگاه بودند، و تلاش کردند تا بین ماهیت اسلامی و غیراسلامی تعادل برقرار کنند.
آزار و اذیت زرتشتیان از سیاست‌های دولتی در دوره بنی امیه بود. گفته شده است که حجاج بن یوسف همه موبدان زرتشتی را به محض تسخیر سرزمین‌های ایران شرقی می‌کشته است، کتاب‌های زرتشتی را می‌سوزانده و بناهای مذهبی را ویران می‌کرده است. اشراف غیرمسلمان در پیرامون مرو از عباسیان پشتیبانی می‌کردند و در نتیجه جایگاه خود به عنوان طبقه حکمران برخوردار از امتیاز بدون داشتن رنگ و بوی دینی را برای خود حفظ کردند.

## آغاز قیام، دورهٔ پنهانی
دعوت شیعی در عراق، از آنجا که به مرکز قدرت امویان نزدیک بود، شانس اندکی برای محبوبیت داشت، ولی با این حال چند فرقه شیعه مشغول دعوت بودند که با هم ناسازگار بودند. این جنبش هم در میان اعراب و هم در میان غیراعراب ساکن عراق محبوب شد غیراعراب به علت ناراضی بودن از سرکوبی که بنی امیه به آنها روا می‌داشت به این جنبش دلگرم بودند و اعراب هم به دلیل اینکه امویان خلافت را از کوفه به دمشق منتقل کرده بود از آن حمایت می‌کردند؛ ولی قیام مختار کم‌کم حامیان خود در میان اعراب کوفی را از دست داد چرا که اعراب از موالی متنفر بودند و رفته‌رفته پشتیبانان شیعه منحصراً موالی بودند. این به آن معنی بود که رفته‌رفته عقاید و رسوم موالی در شیعه نفوذ می‌کرد. امید به ظهور امام و همچنین نیاز به انجام «کتمان» و «تقیه» به تدریج شیعه را به یک حزب زیرزمینی تبدیل ساخت. این اختفاگری، موجب بروز چندین جنبش دیگر شد که بعضاً با یکدیگر در تضاد بودند و هر کدام را یک رهبر شیعه هدایت می‌کرد. در این وضعیت محمد حنفیه و پسرش ابو هاشم که از تجربه کافی در تبلیغ پنهانی برخوردار بودند توانستند بیشترین درجه نفوذ را در میان شیعیان بدست آوردند. به این ترتیب ابوهاشم مدتی پس از درگذشت پدرش در ۸۱ هجری (۷۰۱ میلادی) توانست رسالت شیعه را به شکل منظم درآورد.
پس از مرگ ابوهاشم که در سوریه و در مواجهه با هشام بن عبدالمالک، خلیفه اموی در ۹۸ هجری (۷۱۶–۱۷ میلادی) روی داد، چندین گروه شیعی سر برآورند که هر کدام ادعا می‌کردند ابوهاشم رهبری را به امام خودشان واگذارده است. برای نمونه، بیانیه، پیروان بیان بن سمعان تمیمی، ادعا می‌کردند که ابوهاشم امامت را به بیان وانهاده است. همچنین پیروان عبدالله بن معاویه، حارثیان، او را به جانشینی ابوهاشم انتخاب کرده بودند. راوندیه مدعی بودند که ابوهاشم در حین مرگ رهبری شیعه را به محمد بن علی، نوه عبدالمالک عباس، از خاندانی عموی پدری ابوهاشم، واگذارده است.
محمد بن علی که نسب خویش را به عباس عموی محمد می‌رساند (و از آنجا عباسیان نام گرفتند) به دعوت پنهانی خود پس از مرگ ابوهاشم با احتیاط فراوان ادامه داد. دو سال بعد او به کوفه و خراسان مبلغ فرستاد. در این دوران، از آنجا که امورات دیگر مدعیان به علت بی‌احتیاطی کساد شده بود، راوندیان به دلیل احتیاط بالایی که داشتند به شکوفایی رسیدند. بدین طریق، این دعوت پنهانی که هدفش بازگردانی خلافت به خانواده محمد بود، کنترلش از دست نوادگان علی به نوادگان عباس رسید.
هم از روی ترس از لو رفتن (که در آن صورت زندگی امام عباسیان به خطر می‌افتاد) و همچنین به خاطر اینکه عمده شیعیان همچنان به خانواده علی پایبند بودند، امام عباسی دستور داد که مبلغین مذهبی از هیچ امامی در دعوت خود نام نبرند. به جای ان دعوتی عمومی انجام دهند و به‌طور مبهم از یک خانواده محمد که امامتش بر همه قابل قبول است نام ببرند. در کنار عراق که مرکز شیعی بود، امام عباسی توجهی ویژه به خراسان داشت. به این خاطر که باور داشت مردم کوفه هنوز در دل خویش به علویان پایبند بودند و بصریان به عثمانیان و اهالی جزیره به خوارج و اهالی سوریه هم به مروانیان. خرسانیان از سوی دیگر، از نظر او مردمانی بودند که ذهن‌هایشان هنوز آزاد بود و ممکن بود خیلی زود گراینده به دعوت شوند. خراسان آماده بود و علاوه بر آن از برج دیدبانی خوف‌ناک امویان در عراق نیز دور بود.
مرکز اصلی دعوت در همیمه در سوریه بود که امام عباس سکنت داشت و در مسیر حج هم قرار داشت تا مبلغان بتوانند به او برای دریافت دستورها متوسل شوند یا در ظاهر زائر و بازرگان به او هدیه بدهند. در خراسان، صاحب‌منصبان اموی با سختی تمام این آمد و شدها را زیر نظر داشتند. جنبش‌های مشکوک آنان مبلغان را هدف چندین‌باره تعقیب در عراق، سوریه و به ویژه در خراسان کرده بود. مع‌هذا خراسان برای چندین سال صحنه تخم‌پراکنی این دعوت بود.
اساس دعوت سوءاستفاده از داستان‌هایی دربارهٔ اینکه امویان اسلام را ترک می‌کنند و همچنین مردم را می‌شوراندند تا از خانواده محمد پشتیبانی کنند، به امید اینکه مهدی موعود ظهور کند، که قرار بود دنیا را از جور و ستم بنی امیه خالی گرداند.
همین انتظار ظهور مهدی موعود بود که موجب شد گروهی از اعراب و موالی در خراسان گرد شخصی از اعراب بنی تمیم به نام حارث بن سوریج را فرا بگیرند. او در تخارستان ظاهر شده و ادعای خلافت می‌کرد. او همچنین بیرق سیاه‌رنگی را به نشانه مژده ظهور مهدی نشان داده بود. نصر بن سیار والی خراسان، سرانجام توانست او را در اطراف مرو شکست داده و در ۱۲۸ هجری (۷۴۵ میلادی) به هلاکت برساند.
تداوم خصومت‌ها میان اعراب، قحطانیان و عدنانیان در خراسان، به امام عباسی که به شدت مراقب اوضاع و احوال ناحیه بود، یک فرصت ویژه داد تا با جذب کردن اعراب ناخشنود به جمع یارانش بیفزاید. در نهایت هنگامی که او تعدادی رهبر خوب و وفادار پیدا کرد، از میان آنها چند رئیس خاص یا «نقبا» برگزید که شمارشان دوازده بود، چهار موالی و بقیه عرب. این نقبا برای مدتی دراز مخفیانه در خراسان به دعوت پرداختند و در برانگیختن احساسات ضد اموی، علی‌رغم اینکه صاحب‌منصبان اموی در خراسان سیاست‌های بی‌امان و سخت‌گیرانه‌ای در قبال این دعاوی پنهانی داشتند، کوشا بودند. به‌طور مشابه در عراق هم میسره عابدی و یارانش هم همین کار را انجام می‌دادند. مدتی نه‌چندان دراز پس از آن، میسره توانست بیعت بکیر بن ماهان را جلب کند، که همه ثروتی که از تجارت با هند بدست آورده بود را خرج دعوت کرد. پس از مرگ میسره در ۱۰۵ هجری (۷۲۳–۴) رهبری دعوت به بکیر سپرده شد. او شماری مبلغ به خراسان فرستاد که از میان آنها همگی به جز یکی بدست والی خراسان، اسد بن عبدالله دستگیر و اعدام شدند. چند سال بعد گروهی دیگر با عمار بن یزید که بعدها خودش را خیداش نامید (۱۱۸ هجری، ۷۳۶ میلادی) به خراسان رفتند. خیداش تا اندازه‌ای در گسترش دعوت موفق بود ولی هنگامی که در مرو به اتهام عضویت در فرقه خرمیه بازداشت شد، اسد بن عبدالله او را دستگیر کرده و او را در زیر شکنجه کشت. امام عباسی هیچ گزینه دیگری پیش رو نداشت، مگر فرستادن بکیر به خراسان تا به رهبران شیعه نشان دهد که از خیداش و دیدگاه‌های او ناخرسند است.
بکیر در برگشت به کوفه مورد ظن والی کوفه قرار گرفت و در ۱۲۴ هجری یا ۷۴۱ میلادی به زندان افکنده شد. در آنجا با عیسی بن معقیل عیجلی آشنا شد و از آنجا که او گرایش‌های شیعی داشت، توانست بیعت او را بگیرد و از همه مهم‌تر، بیعت یک موالی جوان به نام ابومسلم که گویا از تبار ایرانی بود را به دست آورد. بکیر بعدها آزاد شده بار دیگر به خراسان رفت، در ۱۲۶ هجری (۷۴۳–۴). این بار رفته بود تا به نقبای شیعه خبر مرگ محمد بن علی را بدهد و از آنها بیعت با پسرش ابراهیم بن محمد را بگیرد. پس از مرگ بکیر در ۱۲۷ هجری (۷۴۴ میلادی) که در راه بازگشتش اتفاق افتاد، بر پایه وصیتش ادامه کارش به یک موالی از کوفه ابو سلمه واگذار شد که بعدها در دوران خلافت سفاح وزیر خاندان محمد شد. در کنار بکیر و ابوسلمه که مسئول هدایت و اشاعه دعوت عباسی در عراق بودند، بسیاری دیگر هم در خراسان به فعالیت می‌پرداختند. از این گروه، سلیمان بن کثیر نفوذ زیادی بدست آورد.
عباسیان دریافته بودند که ایران و بویژه خراسان، سرزمینی مناسب برای فعالیت‌های میسیونری است. این استان شرقی از پایتخت امویان دور بود، نفوذ اعراب در آن نیرومند نبود، و همچنین این استان صفحهٔ دیگر جنبش‌های مذهبی با فحوای سیاسی بود. نیروی بنی امیه در آنجا هنگامی ضعیف شد که خلیفه اموی در نزاع قومی بین نظاریان و یمنیان، سوگیری کرد. در ۱۲۸ (۷۴۵–۷۴۶ میلادی) در دوران تصدی فرماندار نظاری، نصر بن سیار، امام ابراهیم ابومسلم را به خراسان فرستاد. امام برای نیروهای خود نوشته بود که از ابومسلم پیروی کنند؛ ولی رهبران شیعه در خراسان، از جمله سلیمان بن کثیر الخوزای، یکی از مهم‌ترین مریدان دوازده‌گانه عباسی او را نپذیرفت. گویا آنها با جوانی او مخالف بودند یا (آنچه که برخی منابع می‌گویند)، با ابهام تبارنامه او مشکل داشتند. امام ابراهیم باز دوباره ابومسلم را آن هنگام که با رهبران شیعه در مکه دیدار کردند، تأیید کرد. ابومسلم در برگشت به شرق، در روستایی در مرو که برای اعراب خوزایی بود، ساکن شد. او خودش را وقف گسترش پروپاگاندای عباسی کرد و میسیونری‌هایی را به سرتاسر خراسان فرستاد. تعداد پیروان او رفته‌رفته افزایش می‌یافت.

## دوره علنی

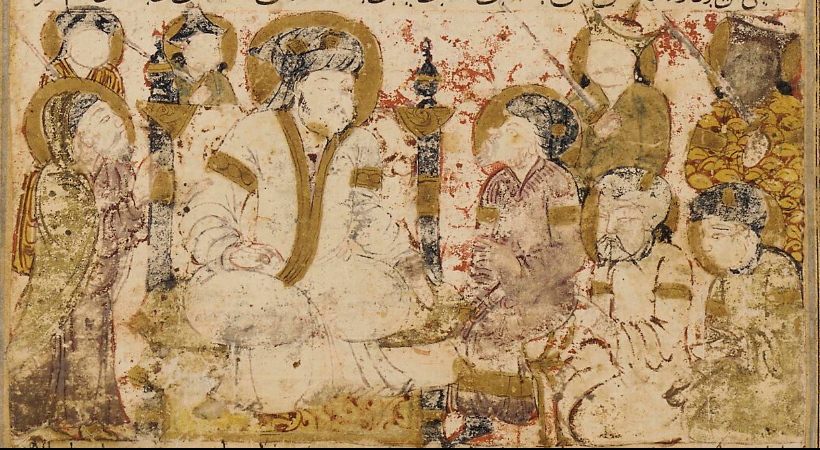
تاریخ بلعمی ابو سفاح اولین خلیفه عباسی

ابومسلم برای مدتی دعوت خود را به گونه مخفیانه انجام داد تا اینکه ابراهیم امام به او فرمان داد تا آن را علنی کند. ابومسلم در ۱۲۹ هجری (می-ژوئن ۷۴۷) دعوت خود را در خانه سلیمان بن کثیر در روستای سفیذنج در نزدیکی مرو علنی کرد. پیروان او جامه‌های سیاه به تن کردند، که یا به نشانه سوگواری برای خانواده محمد که کشته شده بودند، یا به نشانه برافراشتن بیرق محمد، که سیاه بود، بر ضد امویان، بود و روایتی از تاریخ بلعمی وجود دارد که می‌گوید ابومسلم به خاطر هیبت رنگ سیاه آن را انتخاب کرد. در طول یک شب، ساکنین شصت روستا به او می‌پیوندند که همگی جامه‌های سیاه بر تن داشتند و چوب‌دستی‌های‌شان را کافرکُش و خرهایشان را «مروان» می‌نامیدند. بیشتر آنها کشاورز، صنعتگر یا از طبقه‌های دیگر موالی بودند که عرب‌ها به کنایه به آنها «توله‌های زین‌ساز» می‌گفتند که اشاره به شایعه‌ای داشت که گفته می‌شد ابومسلم پیشتر یک زین‌ساز بوده. شروع دعوت به این ترتیب بود که در روز عید فطر، همه هواداران نماز عید را به امامت سلیمان بن کثیر برپا داشتند و سلیمان به امر ابومسلم، نماز و خطبه را برخلاف ترتیب امویان به جای آورد. ابومسلم به عنوان علامتی برای پیروانش، دستور داد که یک آتش افروخته شود. آنانی که در جای‌های دیگر بودند (همانند تخارستان، طالقان و خوارزم) از پیش راهنمایی شده بودند. برای هفت ماه، در حالی که منتظر فرصتی برای تسخیر خراسان بود، با میسیونری ادامه‌دار به نیرومندی جایگاه خویش پرداخت. سرانجام او به نصر بن سیار نامه نوشت و درخواست تسلیم شدن کرد. فرماندار خراسان لشکری را برای جنگ با ابومسلم فرستاد، که ابومسلم با درهم شکستن آن لشکر، آوازه خود را بلند ساخت. ابومسلم در سفیدنج برای چهل و دو روز دیگر پس از پایان جنگ هم ماند، سپس به ماخوان، روستایی بزرگ و از مهدهای شیعه در نزدیکی مرو کوچ کرد تا ارتش خود را سامان دهد.
ابومسلم برای شروع نهضت خود از پرچم سیاه به عنوان نماد نهضت استفاده کرد و به سپاهیان خود نیز دستور داد تا جامه‌های سیاه بر تن کنند و به همین دلیل، طرفداران وی با نام سیاه جامگان و قیام وی تحت عنوان جنبش سیاه‌جامگان شناخته شد. از آنجا که امویان دارای پرچمهای سبز بودند و لباسهای سبز می‌پوشیدند، انتخاب رنگ دیگری به جز سبز، به عنوان رنگ نماد این گروه مورد توجه ابومسلم قرار گرفت. علت انتخاب رنگ سیاه نیز این بود که ابومسلم خود و گروهش را در عزای زید بن علی و فرزندش یحیی بن زید می‌دانست. برخی این کار را تاسی ابومسلم به شیدوش پسر گودرز می‌دانند (که بنا به روایتی از نیاکان وی محسوب می‌شود)؛ چراکه شیدوش پس از کشته شدن سیاوش، لباس سیاه به تن کرد و به خونخواهی او برخاست. همچنین نقل کرده‌اند که ابومسلم از غلام خود خواست تا جامه‌هایی به رنگهای مختلف بر تن کند و در نهایت از بین رنگهای مختلف، رنگ سیاه را پسندید که هیبت بیشتری داشت.
شروع جنبش سیاه جامگان در حالی بود که در مرو، دو قبیله ازدی (یمانی) و مضری با یکدیگر در حال جنگ بودند؛ یمانی‌ها به سرکردگی جدیع کرمانی و مضری‌ها به سرکردگی نصر بن سیار، حاکم خراسان. گروه مستقلی از خوارج نیز به رهبری شیبان بن سلمه در این منطقه دارای قدرت و نفوذ بود. ابومسلم از این فرصت برای گرد آوردن طرفداران خود استفاده می‌کرد و در عین حال، با ارسال نامه‌هایی برای سران یمانی‌ها و خوارج، هر دو را به دوستی و اتحاد با خود دعوت می‌کرد. وی تلاش می‌کرد مانع از اتحاد این قبیله‌ها با یکدیگر شود. با قدرت گرفتن تدریجی جنبش، نصر بن سیار، تلاش کرد با پروپاگاندا مانع از پیوستن مردم به ابومسلم شود؛ عوامل وی در بین مردم شایعه کردند که این گروه، بت‌پرست و متعرض به مال و ناموس مردم اند. در یکی از جنگ‌هایی که مابین ابومسلم و نیروهای نصر بن سیار رخ داد، یکی از فرماندهان نصر به نام یزید به اسارت درآمد. ابومسلم توانست از این فرصت برای شکستن شایعات استفاده کند؛ وی به جای کشتن او، دستور داد تا او را مداوا و آزاد کنند، مشروط بر آن که پس از آزادی، در مورد مشاهداتش در زمان اسارت، تنها سخن راست بر زبان آورد. بدین ترتیب یزید پس از بازگشت، شهادت می‌داد که این گروه، مسلمان و پرهیزکارند.
نصر خود را مابین ابومسلم و رهبر یمانی‌ها، کرمانی (و بعد علی بن کرمانی)، گیرافتاده می‌دید. او دنبال نیروی کمکی از سوی خلیفه مروان بود، اما مروان، خود درگیر نزاع داخلی بود و نتوانست خواسته نصر را اجابت کند. او سپس تلاش کرد تا طایفه‌های عرب خراسان را با هم متحد کند، اما ابومسلم این همبستگی را ناکام گذاشت و نصر دوباره با یمانی‌ها درگیر شد. نصر پس از ناامید شدن از کمک خلیفه، تلاش کرد که گروه‌های یمانی و خوارج را برای از میان برداشتن ابومسلم با خود همراه سازد و اگرچه در این کار توفیقاتی حاصل کرد، اما سیاست ورزی ابومسلم مانع از شکل‌گیری اتحاد شد. در قدم بعدی، نصر سعی کرد که با خود ابومسلم متحد شود هر دو سوی عرب دنبال پشتیبانی ابومسلم بودند و او سوی یمانی‌ها را گرفت. در همین هنگام شورش او با تسخیر هرات، بلخ، ابیورد، نسا پابرجا شد. او تا پیش از اینکه از پشتیبانی یمانی‌ها مطمئن نشده بود، از تسخیر مرو که پایتخت نصر بود چشم‌پوشی کرد. در ۹ جمادی‌الاول ۱۳۰ (یا ۷ یا ۹ ربی الثانی) آن شهر را به همراه علی بن الکرمانی تسخیر کرد. نصر که داشت به سرخس و پس از آن به توس و نیشابور می‌گریخت، ۲۴ تن از فرماندهانش را ابومسلم اعدام کرد. پس از آن ابومسلم شیبان خارجی که خواهان خلافت بود را شکست داد (۱۳۰ هجری یا ۷۴۷–۷۴۸ میلادی)، شورشی را در بلخ سرکوب کرد، و با کمک فرمانده خوب ابو داود پسران کرمانی، علی و عثمان را از میان برداشت، شورش او برای مدتی متوقف شد.
پس از آنکه ابومسلم جای پای خود را در شمال شرق پابرجا کرد، قحطبه بن شبیب طایی را به دنبال نصر فرستاد که به نیشابور گریخته بود تا به دیگر مخالفین ابومسلم بپیوندد. علاوه بر آن، پسرش، تمیم بن نصر، مقامی در توس بدست آورده بود و آماده جنگ با ابومسلم بود. پس از جنگی خونین، قحطبه توانست توس را از او بگیرد و راهی نیشابور شود. تمیم کشته شد و سایه‌جامگان غنایم فراوانی گرفتند. هنگامی که قحطبه نیشابور را محاصره کرد، نصر و یارانش به قومیس گریختند.
قحطبه در گرگان با لشکری روبرو شد که فرماندار عراق برای جنگ با ابومسلم فرستاده بود. در اینجا بود که او برای شوراندن ایرانیان، خطبه‌ای خواند که در آن اعراب را خوار کرده و ایرانیان باستان را ستایش کرد. پس از شکستن این لشکر، قحطبه پسرش، حسن بن قحطبه را به دنبال نصر بن سیار به قومیس فرستاد. نصر که در این هنگام مسئول تمام عرب‌های ایران شده بود، به همان سرنوشتی دچار شده بود که یک سده پیش یزدگرد آن را تجربه کرده بود. او در قومس نمی‌توانست بماند، به ری گریخت تا شماری از اعرابی که تازه به خدمت گرفته شده بودند. بر پایه دستور خلیفه مروان به او بپیوندند. در ری، حسن بن قحطبه بار دیگر فرصت روبرو شدن با نصر را از دست داد و او از ری گریخت. نصر که در ری بیمار شده بود، در ربیع‌الاول ۱۳۱ هجری قمری (اکتبر ۷۴۸) در سن ۴۵ سالگی در ساوه درگذشت. یاران او به همدان گریختند.
هنگامی که خودِ قحطبه به ری رسید، دوباره پسرش را به دنبال فراریان فرستاد. حسن آنان را در نهاوند محاصره کرد و پدرش هم شکستی سخت به نیروهای بنی‌امیه در اصفهان وارد ساخت. سپس قحطبه به نهاوند رفت، شهری که یک سده پیش شاهد «فتح‌الفتوح» بود، این بار نیز فتح‌الفتوح دیگری را شاهد بود، ولی، هرچند که این بار هم سرداری عرب پیروز شده بود، اهمیت آن برای اعراب از جهتی دیگر بود. آنچه که یک سده پیش برای ایرانیان در این شهر روی داده بود این بار به گونه‌ای وارونه برای اعراب روی داد. سپس نوبت به حلوان رسید که در آن نیروهای عقب‌نشینی‌کرده از خراسانیان از نیروهایی به سرکردگی سردار ابومسلم، خازیم بن خزیمه شکست را متحمل شدند.
واپسین و مهم‌ترین درگیری در نزدیکی موصل در شمال عراق روی داد که خیلی از پایتخت مروان در حران دور نبود که امویان در آنجا نیز شکست یافتند. عبدالمالک بن یزید خراسانی با نام مستعار ابو عون، وکالت این ناحیه را از ابومسلم گرفت و عبدالله پسر مروان را در نزدیکی شهرزور در ذی‌الحجه ۱۳۱ هجری قمری (ژوئیه ۷۴۹) شکست داد. چند ماه بعد او با خود مروان در زاب روبرو شد. در این زمان قحطبه که بدون مقاومتی از جلولا رد شده، فرات را پشت سر گذاشته و در جنگی با ابن هبیره به پیروزی رسیده بود، ناگهان و به شکل مرموزی ناپدید شد؛ ولی لشکرش به فرماندهی پسرش حسن به کوفه رسید که مرکز شیعه در عراق بود.
چند روز پیش از این، مروان به شدت به ابراهیم امام مشکوک شده و او را کشته بود؛ بنابراین، این برادرش، ابوالعباس عبدالله، که به سفاح معروف شد، کسی بود که خراسانی‌ها در ربیع‌الاول ۱۳۲ (اکتبر ۷۴۹) در کوفه او را خلیفه خواندند.

## جنبش‌های همراستا
هم‌زمان با جنبش ابومسلم و پس از قتل او جنبش‌های دیگری از جمله خروج به‌آفریدیان (۱۳۲ هجری)، جنبش مهریان (۱۳۳ هجری) و شورش سنبادیان، که این آخری، به گفته مطهر بن طاهر مقدسی، بخونخواهی ابومسلم در نیشابور آغاز شد و شورش اسحاقیان و استادسیسیان نیز به خون‌خواهی ابومسلم آغاز شدند، همه با پیروی از روش مزدک هویت ضد طبقاتی و توده‌ای داشتند و ضدیت با اسلام عرب و انتقام از خلیفه در برنامه مبارزه آن‌ها بود.
این جنبش‌ها به دلیل نداشتن اتحاد و دورنگری، یکی پس از دیگری از سپاهیان خلیفه شکست خوردند. در میان جنبش‌های پس از قتل ابومسلم تنها جنبش سپیدجامگان بود که توانست تا مدت زمان طولانی‌تری برای خلیفه دردسرساز شود.